# Разорёновы
Разорёновы — крупная купеческо-промышленная династия, включающая в себя также купеческие рода Кокоревых, Миндовских и Кормилицыных. Данная династия владела большими текстильными фабриками в Вичуге (Костромская губерния).

## Предпринимательская деятельность

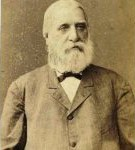
Портрет Фёдора Разорёнова

В 1822 году Д. А. Разорёнов основал Тезинские фабрики. Он был крепостным крестьянином князя Куракина, позже перейдя в 1840-х к генералу Павленкову, от которого за 100 000 рублей Д. А. Разорёнов со своей семьёй получил вольную и примерно 30 десятин земли. Его предпринимательская деятельность на тот момент заключалась в раздаче купленной им пряжи по деревням, а выработанный миткаль он продавал на ярмарках.
Его сыновья — Герасим и Алексей Розорёновы в 1820-х годах основали каждый по отдельности в селе Тезине сновально-красильные заведения. Герасим в 40-х годах к простой красильне прибавил и ручную ткацкую, к 1855 году завёл паровую машину, а уже в 1879 г. имел в своей собственности маленькую механическую ткацкую.
Промышленная деятельность самого Дмитрия Андреевича и его сыновей послужила созданию четырёх мануфактур: товарищество фабрик Герасима Разорёнова и Ивана Кокорева, товарищества Вичугских фабрик братьев Ф. и А. Разорёновых, товарищества Тезинской мануфактуры Разорёнова Н. Г. и товарищества большой Кинешемской фабрики бывшего товарищества Никанора Разорёнова и М. Кормилицына.
В 1893 году умер Герасим Дмитриевич, не оставив после себя мужского потомства. Его зять И. А. Кокорев, который управлял фабрикой в период проблем со здоровьем Герасима Дмитриевича, а также его дочь — Анна Герасимовна Кокорева основали в 1894 году товарищество на паях с капиталом в 2 млн рублей, который в 1907 году был увеличен до 4 млн рублей за счёт других капиталов. Этот период считается началом данного фабричного товарищества.

### Производство
Товариществом в 1895 году была открыта бумагопрядильная фабрика в 13 536 веретен, увеличение числа которых произошло в 1910 г. до 83 724, а ещё через 2 года до 100 296. В этот период времени ткацкая очень быстро развивается: в 1903 году у Торгового дома была куплена небольшая ткацкая фабрика напротив города Кинешмы с 336 станками; была приобретена и соседняя механическая ткацкая, принадлежавшая ранее Никанору Розорёнову и Михаилу Кормилицыну.
В прядильной находилось 100,2 тысячи веретен, из них около 5 472 сельфакторных. Ткацкие в собственности имели 3 451 механических станков. Число рабочих в Тезине варьировалось до 6 500 человек, а возле Кинешмы — 650 человек. Предприятию принадлежало 15 тысяч десятин земельных угодий. Производство различных тканей превышало 10 миллионов рублей в год. Главный капитал товарищества составлял 4 млн рублей, а также запасной — 1,047 млн руб.
Главами товарищества являлись Иван Александрович и его пятеро сыновей: Николай, Владимир, Александр, Герасим и Дмитрий. За время существования товарищества лишь в 1908 году был выдан дивиденд; примерно 5 лет от этого времени предприятие имело прибыль всего в 17 % и всю её списывало в запасной капитал, что ранее практиковалось и в иных крупных предприятиях, где пайщики — близкие родственники.

## Общественная деятельность и благотворительность
Как только Никанор Разорёнов стал владельцем фабрики, он решил построить в Тезино храм из дерева под названием Петропавловская церковь, в память о матери и для увековечения своего имени.
В 1864 году с помощью вложений прихожан и «тщанием Кинешемского купца Никанора Алексеевича Разорёнова» была построена церковь. При постройки здания населённый пункт на официальном уровне стал называться Тезино, ранее именовавшийся как Тезиха.
До конца жизни Н. Разорёнов являлся старостой Петропавловской церкви. В 1869 году в Батманы за счёт средств Разорёнова и вложений прихожан была перестроена из деревянной в каменную Христорождественская церковь.
В советское время Петропавловская церковь в Тезино была разрушена, однако церковь в селе Батманы существует и сейчас.
Реформы Александра II в 1864 г. поспособствовали учреждению земства, сыгравшее главную роль в жизни провинции. Из-за этого в 1867 году в Тезино было образовано одно из первых народных на тот момент училищ. Никанор Разорёнов стал попечителем этого Тезинского училища. Н. Разорёнов в 1874 взял на себя затраты на отопление, освещение и наём охранника.
В 1870 году Фёдор, Никанор и Надежда Разорёновы, а также Александр Миндовский пожертвовали 10 тыс. рублей на организацию благотворительных заведений в Кинешме. В 1883 году Никаноров была учреждена специальная стипендия с капиталом в тысячу рублей.